# Hardstyle
Hardstyle – gatunek muzyki hard dance wywodzący się głównie z muzyki hard trance, hardcore i gabber. Jest zaliczany do elektronicznej muzyki tanecznej.

## Charakterystyka
Gatunek charakteryzuje się szybkim tempem (najczęściej 150 BPM), metrum 4/4, ostrymi samplami i zniekształconymi dźwiękami. W hardstyle charakterystyczną rzeczą również jest motyw basowy, który dzieli się głównie na:
- Reverse Bass – kick (kopnięcie/uderzenie) i pomiędzy jednym a drugim uderzeniem bass.
- Hardstyle Kick – mocno ‘zniekształcone’ (distortion) kopnięcie. Zaczął pojawiać się w latach 2008–2010. Każdy producent ma swój unikalny hardstyle kick.
- Raw Kick – Jeszcze mocniej zniekształcone, potężniejsze uderzenie. Swoim brzmieniem przypomina kick z utworów hardcore.
- Psy Style Kick – Kick wzorowany na tym z Psy trance.
- Punch Kick – Ostatnio[kiedy?] bardzo popularny rodzaj kicku. Zaczął się pojawiać w ok. 2017 roku, wśród muzyków jak JNXD, Headhunterz
- Nu Style Kick – Kick spopularyzowany przez Headhunterza, pojawił się w 2018 roku.

Ważną kwestią w hardstyle jest melodia. W starszych utworach była ona bardzo prosta i powtarzalna. Z czasem stawała się bardziej rozbudowana. Od ok. 2008 roku zaczęto dodawać w niej linię basową, a od 2013 roku w powszechnym użyciu stały się akordy.
Rozbudowany wokal w starszych utworach rzadko kiedy występuje, ale w tych nowszych już dużo częściej można go spotkać, zwłaszcza w emotional hardstyle. W hardstyle wokal służy przede wszystkim do podkreślenia tła muzycznego i nastroju. Do tego dokładane są uderzenia werbla, talerza, klapnięcia, hi hats. Różnorakie efekty, skrecze, wokal itp. uzupełniają całokształt. Ostatnią charakterystyczną cechą hardstylu jest jego uniwersalizm. Od rąbanki raw style, przez mroczne hymny Qlimax, do wzruszających utworów emotional hardstyle. Odpowiednie dobranie sampli, kicku, linii melodycznej itp. potrafi wytworzyć w danym utworze niepowtarzalny nastrój, klimat.

## Historia Hardstyle
Hardstyle powstał na przełomie XX i XXI wieku, gdzie muzycy tacy jak Lady Dana, Pavo, Luna i The Prophet, którzy produkowali muzykę hardcore, zaczęli eksperymentować podczas odtwarzania ze swoimi nagraniami. Na początku lat 2000 miały miejsce pierwsze imprezy muzyki hardstyle takie jak Qlubtempo. Przez pierwsze kilka lat hardstyle charakteryzowało tempo około 140 BPM, reverse bass i krótkie próbki wokalne, co nadawało muzyce charakterystyczny klimat, przypominający hard trance.
Po kilku udanych edycjach imprez Qlubtempo i Qlimax wytwórnia płytowa Q-Dance zarejestrowała hardstyle jako nowy gatunek muzyczny w dniu 4 lipca 2002 roku.
Około 2002 roku, pojawiły się kolejne wytwórnie muzyki hardstyle. Fusion (muzyków znanych jako Zany i Donkey Rollers) i Scantraxx (założonej przez Dov Elkabasa) to dwie holenderskie wytwórnie, które rozpoczęły produkcję utworów hardstyle w tym czasie.
Wraz z rozprzestrzenieniem się w Europie, hardstyle zyskał nowe brzmienie. Mimo młodego wieku już od 2005 zaczął wyodrębniać się nowy styl, nazwany nu-style. Został on zapoczątkowany przez Lady Danę. Nowy hardstyle charakteryzowało milsze dla ucha melodie, cieplejszy klimat.

Okres od 2007 do 2011 nieoficjalnie nazywany jest oldschool hardstyle lub też classic hardstyle. Wtedy utwory stawały się coraz bardziej rozbudowane. Wielu producentów zaczęło stosować pitch-shift, zmieniając tonację linii bassowej. Ustaliło się też średnie tempo – 150 BPM. W tym czasie producenci, tacy jak: Headhunterz, Noisecontrollers, Blutonium Boy, Technoboy, Tuneboy, Wildstylez, Showtek, D-Block & S-Te-Fan, The Prophet, Coone, Zatox, Tatanka, Zany, Scope DJ, Brennan Heart stworzyli najwięcej klasyków, które do dziś stanowią wręcz za arcydzieło hardstyle. Okres ten jest uważany przez niektórych za najlepszy, w historii tego gatunku muzycznego. W tym okresie też niektórzy muzycy zaczęli eksperymentować ze swoimi utworami, co w 2011 roku dało wyodrębnienie się dwóch nowych podgatunków, czyli Raw style i Emotional hardstyle.

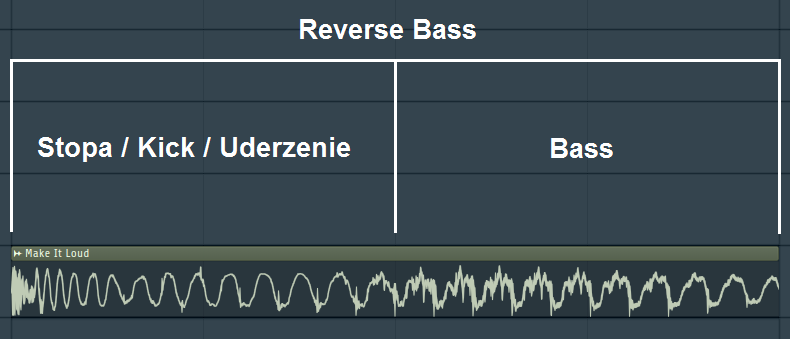
Budowa reverse bass

Wydany w 2012 r. utwór „Lose My Mind” przez Brennan Hearta i Wildstyleza wyznaczył nową ścieżkę, w której to w hardstyle na stałe zagościł rozbudowany wokal. W tym roku również zaczęto mówić o zakończeniu ery Classic i rozpoczęciu ery Nu style (pojęcie Nu style początkowo odnosiło się do utworów tworzonych od 2005 r., w nowym stylu. Obecnie odnosi się do utworów tworzonych od 2012 roku, kiedy to w tym czasie hardstyle przeszedł zmianę, stał się rozbudowany i ‘wyszedł z podziemia’.).
Mniej, więcej w 2014 roku powstał Xtra Raw – Styl charakteryzujący się potężnym kickiem, ostrymi skreczami, prostym wokalem, eksperymentalnymi prostymi dźwiękami i brakiem linii melodycznej.
Na początku 2017 roku zaczęto mówić o powstaniu nowego nurtu, wraz z wydaniem przez Sub Zero Project utworu „The Project”. Nowy styl podłapali inni wykonawcy i rozpoczęli produkcje swoich utworów w nowym charakterze. Nowy nurt został nazwany Psy style – od brzmienia linii basowej, identycznej jak w psy trance. Niektórzy uważają, że ten nowy wpływ nie pasuje do Hardstyle.
Od ostatnich lat hardstyle stał się bardzo emocjonalny i tak jakby zatarła się granica między typowym hardstyle a emotional hardstyle. Obecnie króluje styl Rawphoric. Na dodatek pierwotnie istniał podział w utworach na dwie części: pierwszą skoczną, z reverse bass i tą drugą emocjonalną, z melodią i wokalem. Obecnie ta pierwsza część zanika.
Z hardstyle powstało kilka nowych gatunków muzycznych takich jak:
- Dubstyle – powstał w 2010 roku. Jest to połączenie linii bassowej dubstepu z hardstylową melodią[2][9].
- Tekstyle – Jest to fuzja hardstylu z tek music, z wpływami jumpstyle. Takie utwory tworzył między innymi Coone[9].

## Podgatunki Hardstyle
W historii hardstyle'u narodziło się kilka jego podgatunków, takich jak:
Early hardstyle – Pierwotny styl, charakteryzujący się wolnym tempem, klimatem hard trance. Podgatunek wymarły, został wyparty w 2006 roku przez nu style. Przykładowe utwory:
- Technoboy - Tales From a Vinyl
- TNT - Second Match
- Deepack - The Prophecy
- Tornadozzer - Devastator

Nu Style – Termin określający nowy styl hardstyle. Początkowo odnosił się do utworów tworzonych w nowym stylu od 2005 roku. Później był używany do określania utworów wyprodukowanych po 2012 roku.
Przykładowe utwory wyprodukowane po 2005 roku:
- Dutch Master - Get Up
- Showtek - Down With This
- Headhunterz - Aiming For Ur Brain

Przykładowe utwory wyprodukowane po 2012 roku:
- Brennan Heart & Wildstylez - Lose My Mind
- Headhunterz - Eternalize
- Da Tweekaz & In-Phase -- Don't Stop

Oldschool Hardstyle lub też Classic Hardstyle – okres od 2007 do 2011 roku, gdzie zostało wyprodukowanych wiele klasyków hardstylu.
Przykładowe utwory:
- Activator & Zatox - Freedom
- Headhunterz - Psychedelic
- Wildstylez - A Complex Situation
- Showtek - The F-Track
- D-Block & S-Te-Fan Ft MC Villain - Sound Of Thunder
- Tuneboy - Hear This

Raw Style – Cięższy styl hardstyle. Charakteryzuje się występowaniem Raw kicka lub zwykłego hardstyle kicka, ostrym syntezatorem, mrocznym klimatem, skreczami i prostą melodią. Może zawierać nieco szybsze tempo (155 BPM). Produkcją tego podgatunku przeważnie zajmują się tacy muzycy jak: Frequencerz, Radical Redemption, Atmozfears, Zatox, Bass Modulators, Ran-D, Gunz For Hire, Crypsis. Z czasem gatunek ewoluował stając się cięższy, mroczniejszy. 
Przykładowe utwory:
- B-Freqz - In The Club
- Phuture Noize - Fire
- Psyko Punk - Play The Drum
- Radical Redemption - Brutal 8.0
- Minus Militia - Till 8 In The Morning

Emotional Hardstyle, lub też Euphoric – Podgatunek charakteryzujący się rozbudowanym wokalem, urzekającą melodią oraz niesamowitym klimatem. Wykonawcy zajmujący się produkcją emotional hardstyle: Cyber, Atmozfears, Wasted Penguinz, Brennan Heart, Demi Kanon, Headhunterz
Przykładowe utwory:
- Wasted Penguinz - Anxiety
- Da Tweekaz - Become
- Arkaine - Lost In Eternity
- JDX Ft. Sarah Maria - Live The Moment
- Brennan Heart Feat. Jonathan Mendelsohn - Follow The Light
- Cyber - End Of The Day
- Adrenalize - All The Memories
- The Vision - Melody Madness

Emotional Raw Style, lub też Rawphoric – Połączenie Rawstyle i Emotional Hardstyle, gdzie powiewna, urzekająca melodia przygrywa potężnemu kickowi. Obecnie ten styl zdominował całą scenę i większość wykonawców tworzy utwory w tym stylu.
Przykładowe utwory:
- Headhunterz - Oxygen
- Wildstylez - Deeper Than The Ocean
- Wasted Penguinz - FML

Xtra Raw – Jeszcze cięższy styl, powstały ok. 2014 roku. Charakteryzuje się potężnym kickiem, ostrymi skreczami, prostym wokalem, eksperymentalnymi prostymi dźwiękami i brakiem linii melodycznej: Rebelion (Overdose lub Rebel[UT]ion), Malice
Przykładowe utwory:
- Cryex - Faded
- Delete & Luminite - Crime, Violence & Power
- Furyan - Kokeen

Psy Style – Styl spopularyzowany w 2017 roku przez Sub Zero Project. Były to utwory tworzone w klimacie Psychodelic Trance, obecnie styl wymarł pozostawiając w powszechnym użyciu jedynie linie bassową.
- Sub Zero Project - The Project
- Brennan Heart - Just Get In

Bigroom hardstyle – Jest to fuzja nu style z big room, polegająca na połączeniu linii basowej z hardstylu, a tempa (czasami) i melodii z bigroomu. Powstał w 2012 roku.
Przykładowe utwory:
- TNT - Flash
- Coone, Bassjackers & GLDY LX - Sound Barrier

Dub Style – tempo dubstepu w połączeniu z hardstyle kick
Przykładowe utwory:
- Headhunterz & Brennan Heart – The MF Point Of Perfection

Rozróżnia się także skoczny Italian Hardstyle (utwory tworzone przez Technoboy, Tatanka, Zatox oraz innych włoskich wykonawców.).

## Popularność

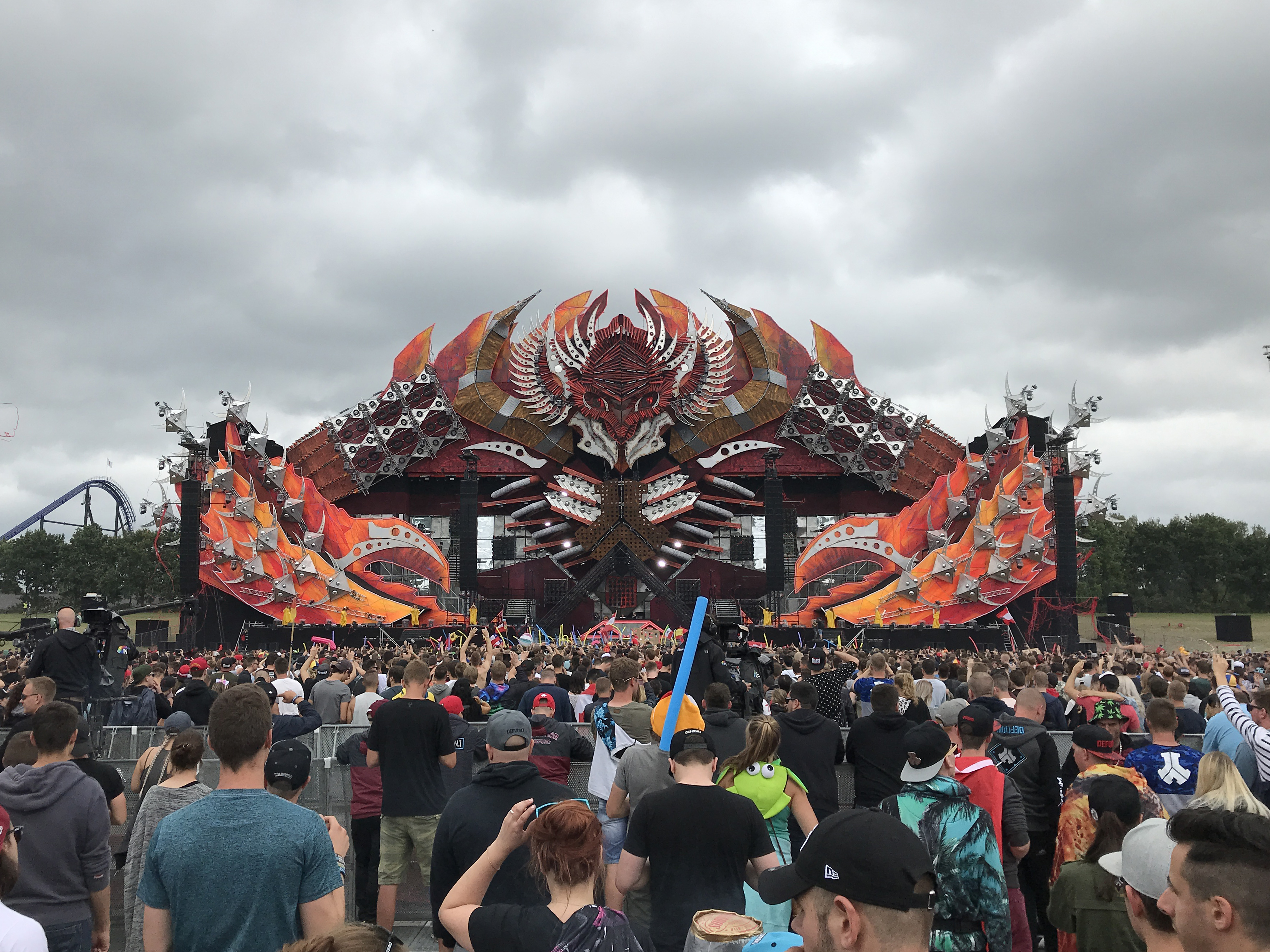
Festiwal Defqon.1 2018

Hardstyle, promowany przez Q-Dance i rozsławiony przez wielkie imprezy, zyskał duże zainteresowanie w Niemczech, w Belgii, w Hiszpanii, we Włoszech i przede wszystkim w Holandii i Australii. Osiągnął tam wielką popularność.
Ze względu na nisze, do której hard dance jest spychany, hardstyle jest grany głównie na dużych imprezach, jak np.:
- Defqon.1
- Decibel Festival
- Hard Bass
- Mysteryland
- Reverze
- Sensation Black
- Qlimax
- X-Qlusive

Choć ostatnio hardstyle bywa grany na Tomorrowland, między innymi dzięki bigroom hardstyle.

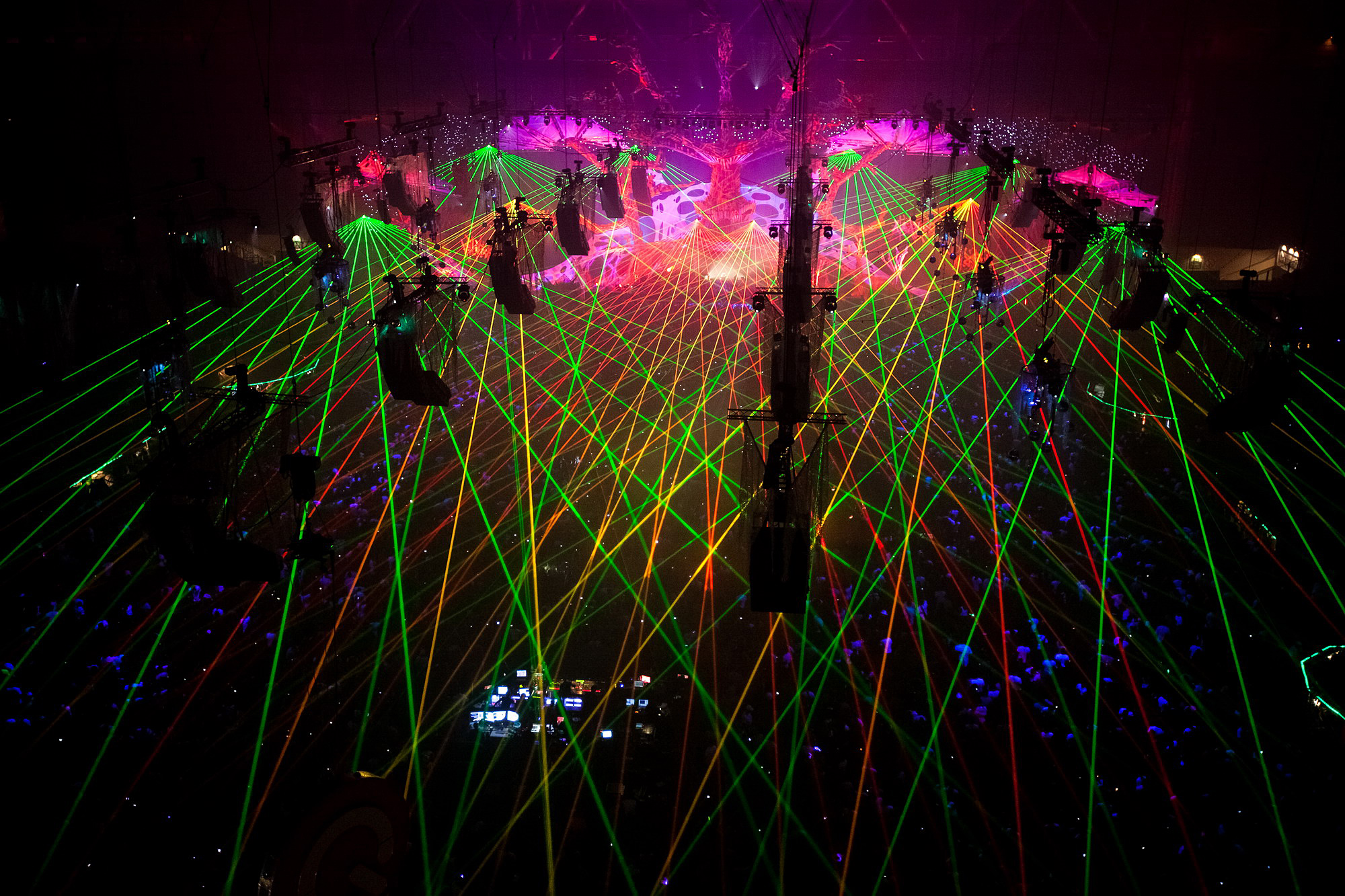
Qlimax 2009

## Znani wykonawcy
- Abyss & Judge
- Alpha Twins
- A-Lusion
- Atmozfears
- Audiofreq
- Bass Modulators
- Blutonium Boy
- Brennan Heart
- Crypsis
- Coone
- Da Tweekaz
- D-Block & S-Te-Fan
- Deepack
- DJ Isaac
- DJ Stephanie
- Donkey Rollers
- Dutch Master
- Frequencerz
- Hard Driver
- Hardstyle Mafia
- Headhunterz
- Keltek
- Kutski
- Lady Dana
- Max Enforcer
- Noisecontrollers
- Primeshock
- Psyko Punkz
- Radical Redemption
- Ran-D
- Regain
- Showtek
- Sound Rush
- Sub Zero Project
- Tatanka
- Technoboy
- The Pitcher
- The Prophet
- Tuneboy
- Wasted Penguinz
- Wildstylez
- Zany
- Zatox

Supergrupy:

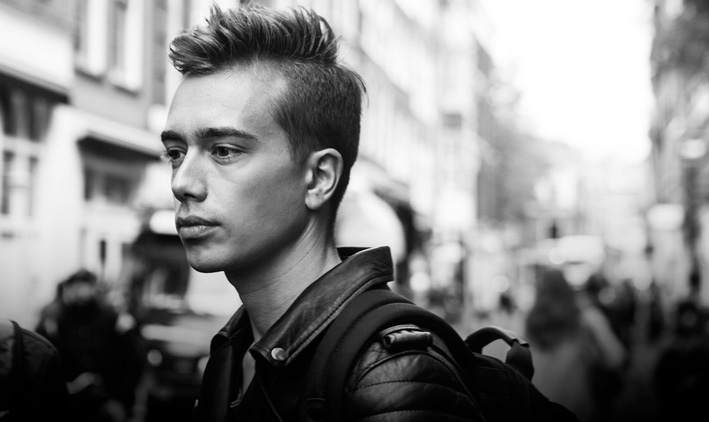
Headhunterz – jeden z najpopularniejszych wykonawców, zajmujących się produkcją muzyki hardstyle

- Project One (Headhunterz & Wildstylez)
- Southstylers (Walt & Zany)
- TNT (Technoboy ‘N’ Tuneboy)
- Wild Motherfuckers (Zatox & Tatanka)
- The Elite (Hard Driver, Coone, Da Tweekaz)